# 검은도가머리박쥐
검은도가머리박쥐 또는 쇼사냥개박쥐(Eumops auripendulus)는 큰귀박쥐과에 속하는 아메리카 박쥐의 일종이다.

## 특징
검은도가머리박쥐는 중간 크기의 박쥐로 다 자란 성체의 몸무게는 26~38g이다. 머리와 등은 진한 갈색 털로 덮여 있으며, 붉은 색부터 검은 색까지 다양한 반면에 옆구리와 하체는 연한 회색을 띤다. 귀는 크고 둥글며, 작은 뾰족한 이주를 갖고 있으며 피부는 털이 없고 검은 색을 띤다. 날개 비막도 검고 끝이 좁다. 털은 날개 윗면을 가로질러 무릎과 상완골 중간 지점 사이의 선까지 이어진다. 얼굴은 거의 털이 없으며, 뭉툭한 주둥이로 끝난다.

## 아종
- E. auripendulus auripendulus - 대부분의 분포 지역
- E. auripendulus major - 브라질 동부와 남부, 파라과이 동부, 아르헨티나 북동부